# محاصره نیقیه (۱۱۱۳)

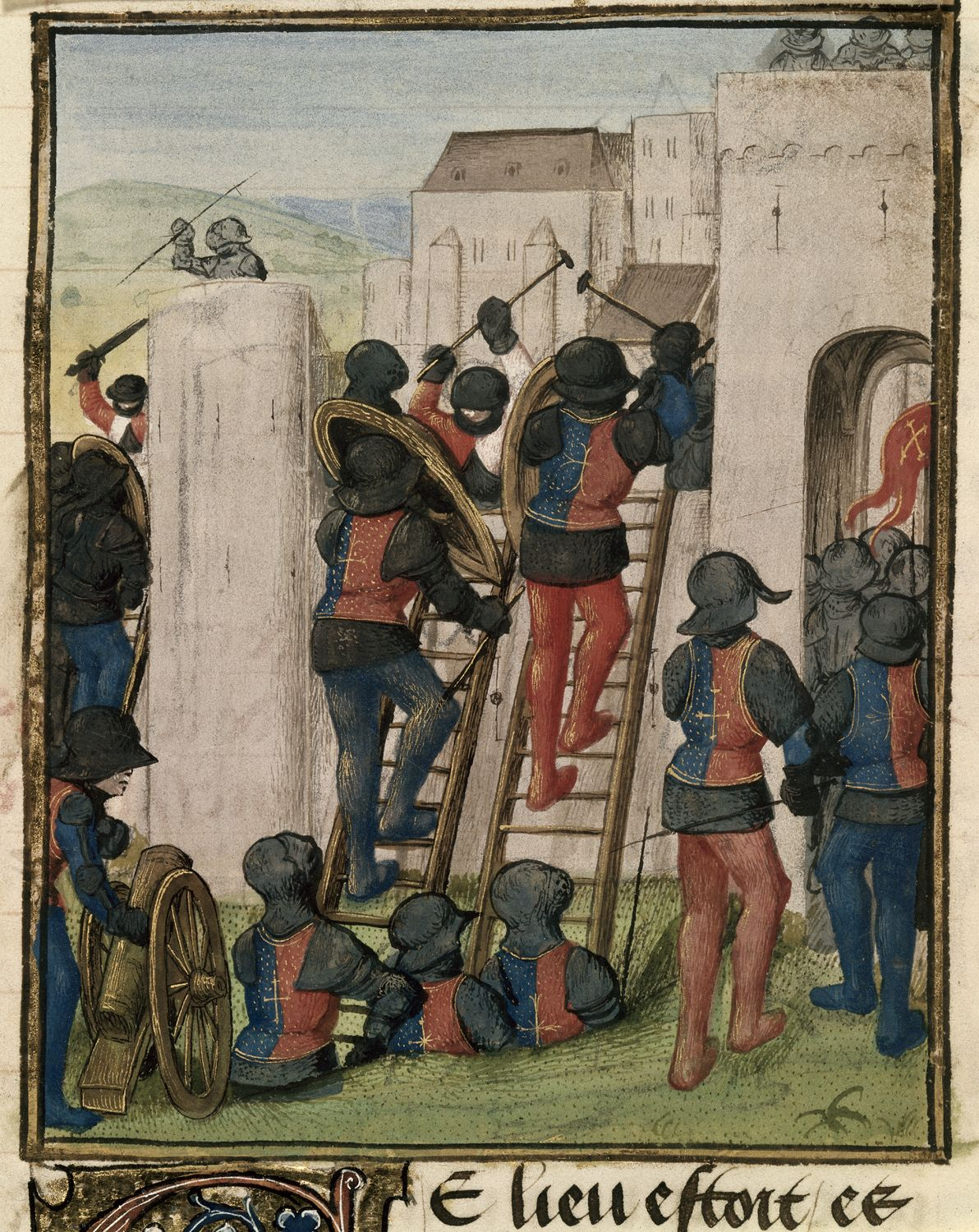
نگاره ای از محاصره شهر نیقیه توسط سربازان امپراتوری بیزانس

محاصره نیقیه در سال ۱۱۱۳ در جریان جنگ‌های سلجوقیان و بیزانس رخ داد.
به دنبال موفقیت نخستین جنگ صلیبی و شکست جنگ صلیبی ۱۱۰۱، ترکان سلجوقی عملیات تهاجمی خود را علیه بیزانس از سر گرفتند. امپراتور الکسیوس اول کومننوس که از کهولت سن رنج می‌برد، قادر به مقابله با حملات سریع ترک‌ها به آنچه از آناتولی بیزانس باقی مانده بود، نبود. با این حال، سلطنت سلجوقیان روم در نهایت با محاصره ناموفق نیقیه به نبرد کشیده شد.